# Liparis laxa
Liparis laxa är en orkidéart som beskrevs av Rudolf Schlechter. Liparis laxa ingår i släktet gulyxnen, och familjen orkidéer. Inga underarter finns listade i Catalogue of Life.